# Park Narodowy Terepaima
Park Narodowy Terepaima (hiszp. Parque nacional Terepaima) – park narodowy w Wenezueli położony w stanach Lara i Portuguesa. Został utworzony 14 kwietnia 1976 roku i zajmuje obszar 186,5 km². W 2008 roku został zakwalifikowany przez BirdLife International jako ostoja ptaków IBA. Na wschód od niego znajduje się Park Narodowy Tirgua.

## Opis
Park znajduje się na północno-wschodnim krańcu Andów i obejmuje część pasma górskiego Sierra de Portuguesa na wysokościach od 300 do 1755 m n.p.m. Występują tu liczne rzeki i potoki, takie jak m.in.: Guache, Seco, Auro, Amarillo, Claro, Sarare, Turbio i  Las Parchas. Najniżej położoną część parku pokrywa tropikalny wilgotny las górski. Na wysokościach od 1200 do 1500 m n.p.m. rośnie las mglisty. Flora i fauna nie została dokładnie zbadana.
Średnie roczne temperatury w parku wahają się od +19 °C do +26 °C, a średnie roczne opady od 800 do 2000 mm.

## Flora
W lasach dominują takie drzewa jak m.in.: Billia columbiana, Meliosma pittieriana, Micropholis crotonoides, Dendropanax arboreus, Rollinia fendleri, Hirtella americana, Byrsonima hypoleuca, Alchornea triplinervia, Guettarda crispiflora, Picramnia caracasana, Cecropia santanderensis i Ceroxylon ceriferum. Rosną tu też gatunki endemiczne, jak np.: narażona na wyginięcie (VU) Coussarea terepaimensis oraz Licania montana i Miconia metallica.

## Fauna
Ssaki żyjące w parku to narażone na wyginięcie (VU) andoniedźwiedź okularowy i tapir amerykański, a także m.in.: jaguar amerykański, puma płowa, jaguarundi amerykański, ocelot wielki, paka nizinna, wyjec rudy, aguti złocisty, mazama ruda, pekariowiec obrożny, mulak białoogonowy, pancernik dziewięciopaskowy, skunksowiec pasiasty i tamandua południowa.
Odnotowano tu 181 gatunków ptaków. Są to zagrożony wyginięciem (EN) czyż czerwony, narażony na wyginięcie (VU) czubacz hełmiasty, a także m.in.: grdacz soplowaty, czakalaka rdzaworzytna, penelopa jasnolica i srokotanager.
W parku występuje największy na świecie motyl – Thysania agrippina.